# Windorah
Windorah is een plaats in de Australische deelstaat Queensland en telt 40 (schatting) inwoners (2006).